# Paramārtha (sanskrit)
Paramārtha (sanskrit ; pâli : paramattha) peut désigner dans le contexte philosophique du bouddhisme, la plus haute (parama) signification, le plus haut dessein, ou la plus haute réalité. Associé au terme satya, on le traduit par vérité ultime ou suprême.
Par rapport aux Deux Vérités ou Réalités, la « réalité absolue », paramārtha-satya, réfère aux phénomènes tels qu'ils sont essentiellement, par opposition à la « réalité conventionnelle » ou « relative » (skt. samvriti, IAST : saṃvṛti), qui réfère alors aux phénomènes tels qu'ils apparaissent et fonctionnent réalistement au niveau pragmatique. 
Si ces deux derniers niveaux sont acceptés au sein des différentes écoles bouddhiques, l'interprétation qui en est faite varie d'une à l'autre

## Philosophie indienne
Par rapport aux enseignements le terme exact est nitārtha, et réfère aux doctrines dites définitives telles que la vacuité, la non-dualité ou la Nature-de-Bouddha; par opposition aux enseignements dits provisoires, neyārtha, tels que la renonciation au monde et au désir, l'interdépendance ou même le Nirvāna, du moins et seulement, selon la perspective mahayaniste. Les enseignements provisoires sont préliminaires, ou intermédiaires aux enseignements définitifs. Ce sont des moyens habiles (Upaya) utilisés en vue d'amener les adeptes à une compréhension approfondie, les rapprochant graduellement de l'Éveil.

## Bouddhisme Hinayâna
La description que l'on peut faire d'un individu n'est pas fausse, au sens où un individu est bien perçu. Cette description n'est pas le résultat d'une hallucination, et il y a consensus sur l'existence de cet individu. Mais une telle description ne relève que du conventionnel, puisqu'au niveau ultime l'individu n'a pas d'existence intrinsèque, il y a seulement des phénomènes qui se manifestent. 
L'Abhidhamma, qui regroupe les commentaires, tente de recenser ces phénomènes. Deux livres importants en font partie : le Dhammasangani qui recense tous les phénomènes existants et le Patthana qui étudie leurs relations de causes à effets. 

### 82 dhammas
Le theravada reconnait 82 phénomènes «ultimes».
28 phénomènes ultimes matériels
54 phénomènes mentaux 
- viññāṇa, la conscience
- 52 facteurs mentaux, voir nāma
- Le nibbana

### Une réalité à trois temps
Selon l'école sarvāstivādin, la réalité conventionnelle désigne les objets ayant une «efficience». 
Mais les objets tels qu'ils sont perçus se composent en fait d'atomes de matière, et les phénomènes psychiques sont composés d' «étincelles de conscience» : seules ces particules instantanées sont douées d'une «nature propre», svabhāva. 
La particularité de cette école est surtout de considérer que sont réels non seulement les phénomènes actuels, mais également le passé et le futur.

### Réalité inconnaissable
Selon l'école sautrāntika, il y a bien deux réalités. Mais la conscience ne peut percevoir la réalité ultime, qui est celle d'atomes et d'instants de conscience, qui sont respectivement trop petits et trop brefs pour la perception. Seuls existent ces «grains» dont le monde est composé. 
Quant à l'incomposé, il est simplement absence. L'espace est absence de phénomènes physiques, le nirvana est absence de passions.

## Bouddhisme Mahāyāna
Le bouddhisme mahāyāna, et par conséquent le Vajrayāna, reconnait et expose la notion de vacuité, dont l'interprétation fondera deux écoles non-réalistes.[réf. souhaitée]

### Rien qu'esprit
Selon l'école cittamātra, les phénomènes n'ont de réalité qu'en tant qu'ils manifestent bien une efficience. Mais, externes ou internes, ces phénomènes sont de la nature de l'esprit, et la relation d'observateur est pure erreur : en réalité il n'y a pas d'observateur. Seule la conscience existe, mais ni les atomes ni même les instants de conscience ne sauraient valoir comme réalité ultime.

### Illusion
Dans la théorie de l'école madhyamaka, la réalité conventionnelle est justement ce qui cache la réalité ultime. L'apparence est l'illusion : l'interdépendance elle-même n'est pas réalité ultime. 
La vacuité est bien la vraie nature des phénomènes (ou l'absence de nature), dont on peut seulement dire qu'ils ne répondent à aucune de ces quatre alternatives : 
1. ils existent ;
2. ils n'existent pas ;
3. ils existent et n'existent pas à la fois ;
4. ils n'existent ni n'existent pas.

### Sources
- Philippe Cornu, Dictionnaire encyclopédique du bouddhisme [détail des éditions]
- Nyanatiloka, Vocabulaire pâli-français des termes bouddhiques